# Équipe d'Algérie masculine de handball aux Jeux olympiques d'été de 1988
L'équipe d'Algérie masculine de handball aux Jeux olympiques d'été de 1988 participe à ses 3e Jeux olympiques lors de cette édition 1988 qui se tient en Séoul du 20 septembre au 1er octobre 1988.

## Présentation

### Qualification
L'Algérie a obtenu sa qualification grâce à sa victoire au Championnat d'Afrique des nations 1987.

### Effectif
L'effectif de l'Algérie était, :

## Résultats

### Phase de groupe
L'Algérie évolue dans le Groupe A :
| \| \| Équipe \| Pts \| J \| G \| N \| P \| Bp \| Bc \| Diff \| \| - \| ---------------- \| --- \| - \| - \| - \| - \| --- \| --- \| ---- \| \| 1 \| Union soviétique \| 10 \| 5 \| 5 \| 0 \| 0 \| 130 \| 82 \| 48 \| \| 2 \| Yougoslavie \| 7 \| 5 \| 3 \| 1 \| 1 \| 116 \| 109 \| 7 \| \| 3 \| Suède \| 6 \| 5 \| 3 \| 0 \| 2 \| 106 \| 91 \| 15 \| \| 4 \| Islande \| 5 \| 5 \| 2 \| 1 \| 2 \| 96 \| 102 \| -6 \| \| 5 \| Algérie \| 2 \| 5 \| 1 \| 0 \| 4 \| 89 \| 109 \| -20 \| \| 6 \| États-Unis \| 0 \| 5 \| 0 \| 0 \| 5 \| 81 \| 125 \| -44 \| | - Qualification pour la finale - Qualification pour le match pour la 3e place - Qualification pour les matchs de classement |     |   |   |   |   |     |     |      |
| | Équipe | Pts | J | G | N | P | Bp  | Bc  | Diff |
| 1 | Union soviétique | 10  | 5 | 5 | 0 | 0 | 130 | 82  | 48   |
| 2 | Yougoslavie | 7   | 5 | 3 | 1 | 1 | 116 | 109 | 7    |
| 3 | Suède | 6   | 5 | 3 | 0 | 2 | 106 | 91  | 15   |
| 4 | Islande | 5   | 5 | 2 | 1 | 2 | 96  | 102 | -6   |
| 5 | Algérie | 2   | 5 | 1 | 0 | 4 | 89  | 109 | -20  |
| 6 | États-Unis | 0   | 5 | 0 | 0 | 5 | 81  | 125 | -44  |

| 20 septembre 1988 14:00 | Suède          | 21 – 18 | Algérie | Gymnase de Suwon, Séoul Arbitrage : |
| 20 septembre 1988 14:00 |                | (14–9)  | Zine Eddine Mohamed Seghir 5 Brahim Bourdrali 3 Benali Beghouach 2 Makhlouf Aït Hocine 2 Mahmoud Bouanik 2 Omar Azzeb 1 Salah Bouchekriou 1 Ahcene Djeffal 1 Abdeslam Benmaghsoula 1 | Gymnase de Suwon, Séoul Arbitrage : |
| 20 septembre 1988 14:00 | Olympedia LA84 |         | | Gymnase de Suwon, Séoul Arbitrage : |

| 22 septembre 1988 18:00 | Islande        | 33 – 16 | Algérie | Gymnase de Suwon, Séoul Arbitrage : |
| 22 septembre 1988 18:00 |                | (14–9)  | Zine Eddine Mohamed Seghir 4 Abdeslam Benmaghsoula 3 Abdelhak Bouhalissa 2 Brahim Bourdrali 2 Mahmoud Bouanik 2 Makhlouf Aït Hocine 2 Salah Bouchekriou 1 | Gymnase de Suwon, Séoul Arbitrage : |
| 22 septembre 1988 18:00 | Olympedia LA84 |         | | Gymnase de Suwon, Séoul Arbitrage : |

| 24 septembre 1988 10:00 | Yougoslavie | 23 – 22                  | Algérie | Gymnase de Suwon, Séoul Arbitrage : Peter Rauchfuss, Rudolf Buchda |
| 24 septembre 1988 10:00 | Momir Rnić 3 Muhamed Memić 0 Zlatko Saračević 0 Iztok Puc 1 Goran Perkovac 1 Irfan Smajlagić 7 Zlatko Portner 6 Veselin Vujović 1 Jožef Holpert 4 Alvaro Načinović 0 Ermin Velić 0 | (10–11)                  | Boussebt (GB) Ouchia (GB) Brahim Bourdrali 4 Ahcene Djeffal 4 Makhlouf Aït Hocine 4 Benali Beghouach 3 Abdeslam Benmaghsoula 2 Zine Eddine Mohamed Seghir 2 Mahmoud Bouanik 1 Mourad Boussebt 1 Salah Bouchekriou 1 Lacheheb Draoussi | Gymnase de Suwon, Séoul Arbitrage : Peter Rauchfuss, Rudolf Buchda |
| 24 septembre 1988 10:00 | ×3 ×2 | Olympedia LA84 Ech Chaâb | ×4 ×2 | Gymnase de Suwon, Séoul Arbitrage : Peter Rauchfuss, Rudolf Buchda |

| 26 septembre 1988 18:00 | Union soviétique | 26 – 13 | Algérie | Gymnase de Suwon, Séoul Arbitrage : |
| 26 septembre 1988 18:00 |                  | (13–5)  | Mahmoud Bouanik 5 Fethnour Lacheheb 2 Zine Eddine Mohamed Seghir 2 Abdelhak Bouhalissa 1 Abdeslam Benmaghsoula 1 Benali Beghouach 1 Ahcene Djeffal 1 | Gymnase de Suwon, Séoul Arbitrage : |
| 26 septembre 1988 18:00 | Olympedia LA84   |         | | Gymnase de Suwon, Séoul Arbitrage : |

| 28 septembre 1988 10:00 | Algérie | 20 – 17 | États-Unis | Gymnase de Suwon, Séoul Arbitrage : |
| 28 septembre 1988 10:00 | Abdeslam Benmaghsoula 3 Zine Eddine Mohamed Seghir 3 Makhlouf Aït Hocine 3 Brahim Bourdrali 2 Fethnour Lacheheb 2 Mahmoud Bouanik 2 Ahcene Djeffal 2 Salah Bouchekriou 1 Benali Beghouach 1 Abdelhak Bouhalissa 1 | (10–8)  |            | Gymnase de Suwon, Séoul Arbitrage : |
| 28 septembre 1988 10:00 | LA84 |         |            | Gymnase de Suwon, Séoul Arbitrage : |

### Matchs de classement
| 30 septembre 1988 11:30 | Espagne   | 21 – 15 | Algérie | Gymnase de Suwon, Séoul Arbitrage : |
| 30 septembre 1988 11:30 |           | (–)     | Zine Eddine Mohamed Seghir 5 Makhlouf Aït Hocine 4 Salah Bouchekriou 3 Abdeslam Benmaghsoula 1 Brahim Bourdrali 1 Mahmoud Bouanik 1 | Gymnase de Suwon, Séoul Arbitrage : |
| 30 septembre 1988 11:30 | Olympedia |         | | Gymnase de Suwon, Séoul Arbitrage : |

## Statistiques et récompenses

### Statistiques des joueurs
| Joueur                     | Poule | Poule | Poule | Poule | Poule | Clas. | Total |
| -------------------------- | ----- | ----- | ----- | ----- | ----- | ----- | ----- |
| Joueur                     |       |       |       |       |       |       | Total |
| Zine Eddine Mohamed Seghir | 5     | 4     | 2     | 2     | 3     | 5     | 21    |
| Makhlouf Aït Hocine        | 2     | 2     | 4     | 0     | 3     | 4     | 15    |
| Mahmoud Bouanik            | 2     | 2     | 1     | 5     | 2     | 1     | 13    |
| Brahim Boudrali            | 3     | 2     | 4     | 0     | 2     | 1     | 12    |
| Abdeslam Benmaghsoula      | 1     | 3     | 2     | 1     | 3     | 1     | 10    |
| Ahcene Djeffal             | 1     | 0     | 4     | 1     | 2     | 0     | 8     |
| Benali Beghouach           | 2     | 0     | 3     | 1     | 1     | 0     | 7     |
| Salah Bouchekriou          | 1     | 1     | 1     | 0     | 1     | 3     | 7     |
| Abdelhak Bouhalissa        | 0     | 2     | 0     | 1     | 1     | 0     | 4     |
| Fethnour Lacheheb          | 0     | 0     | 0     | 2     | 2     | 0     | 4     |
| Mourad Boussebt            | 0     | 0     | 1     | 0     | 0     | 0     | 1     |
| Omar Azeb                  | 1     | 0     | 0     | 0     | 0     | 0     | 1     |
| TOTAL                      | 18    | 16    | 22    | 13    | 20    | 15    | 104   |

## Navigation